# اشتراس ایم آترگو
اشتراس ایم آترگو (به آلمانی: Straß im Attergau) یک منطقهٔ مسکونی در اتریش است که در ناحیه وکلابروک واقع شده‌است. اشتراس ایم آترگو ۳۱ کیلومتر مربع مساحت دارد ۵۷۰ متر بالاتر از سطح دریا واقع شده‌است.